# 深井志道軒
深井 志道軒（ふかい しどうけん、延宝8年（1680年）? - 明和2年3月7日（1765年4月26日））は、江戸時代中期の講釈師。通称は新蔵。名は栄山、号を一無堂とも名乗る。

## 略歴
京都に生まれる。12歳で真言宗の寺院である知足院に入門。若くして大僧正隆光の侍僧となるが、隆光の没落により寺籍を外れ（陰間に関り追放されたとも）、一時は願人坊主にまで身を落とす。その後、霊全に辻講釈を学ぶ。享保初年ごろから弁舌による生計を立てる。浅草寺観音堂脇に葭簀張りの高床を設け、陰茎を型取った棒を手に、大仰な身振りでの辻講釈を行った。ネタは「源氏物語」、「徒然草」、軍書まで幅広く、破礼講釈、狂講などといわれて大いに人気を博した。宝暦年間には歌舞伎の大立者2代目市川團十郎と人気を二分するほどになった。僧侶から講釈師になったために、知識の幅が広く、厳粛にあるいはユーモラスに、時に痛烈に風刺を効かせたりと、その話術の巧みさで観客を捧腹絶倒させた。記録では、そのあまりの面白さに観客はその場から離れようとしなかったという。

## その他
平賀源内の「風流志道軒伝」(1763年)の主人公として詳しく描かれている。

## 著書
- 「元無草」
- 「迷処邪正按内拾穂抄」[1]

## 関連書籍
- 『志道軒研究 (近世庶民文化増刊』近世庶民文化研究所, 1956.10
- 太平主人 編著『志道軒全書』太平書屋, 2006.12
- 斎田作楽『狂講深井志道軒 トトントン、とんだ江戸の講釈師』平凡社, 2014.10